# Duferco
Duferco is een Zwitsers bedrijf dat handelt in staal, staalproducten en grondstoffen voor de staalindustrie.
Duferco is internationaal actief in 40 landen. Het stelt zo'n 8.500 mensen te werk en heeft een omzet van zo'n 10 miljard dollar per jaar. 

## Geschiedenis
De Italiaan Bruno Bolfo stichtte Duferco in 1979 om staal uit te voeren uit Brazilië. In 1982 verplaatste hij de hoofdzetel van New York en São Paulo naar het Zwitserse Lugano.
In 1996 nam Duferco het Italiaanse Ferdofin Siderurgica over en begon zo zelf staal te produceren. Duferco wierf ook medewerkers aan die op brugpensioen gegaan waren. Nadien nam Duferco andere staalbedrijven over in Italië, België en Oost-Europa. Duferco produceert in 20 eigen bedrijven 6,9 miljoen ton/jaar staal.
Sinds 2000 begon Duferco zich ook te diversificeren in energie, rederij en logistiek.

## België
In België heeft Duferco vestigingen te La Louvière en te Tubeke, zie ook: Forges de Clabecq.